# Barichneumon dicax
Barichneumon dicax är en stekelart som först beskrevs av Tosquinet 1903.  Barichneumon dicax ingår i släktet Barichneumon och familjen brokparasitsteklar. Inga underarter finns listade.